# Cot Trieng (Simpang Mamplam)
Cot Trieng is een bestuurslaag in het regentschap Bireuen van de provincie Atjeh, Indonesië. Cot Trieng telt 456 inwoners (volkstelling 2010).